# Энно Кирксена
Энно Кирксена (з.-фриз. Enno Sirksena, нем. Enno Cirksena; ок. 1380 — ок. 1450), до женитьбы Энно Эдцардисна — восточнофризский хофтлинг (вождь) Нордена, Гретзиля, Берума и Пильзума. Он был сыном Эдцарда II, хофтлинга Аппингена-Гретзиля, и его жены Доды том Брок. Энно и его сыновья Эдцард и Ульрих в Свободном союзе семи восточнофризских земель с 1430 года боролись против хофтлинга Фокко Укены. Таким образом, Энно считается пионером притязаний дома Кирксена на власть над всей Восточной Фризией, чего, наконец, формально добился его сын Ульрих I, когда он стал имперским графом в 1464 году.
О первой жене Энно сведений не сохранилось. Он женился на своей второй жене Геле Сярдсне из Маншлагта, дочери вождя Аффо Бенинги из Пилсума. После того, как единственный сын Гелы от первого брака, хофтлинг Людвард Кирксена («Syrtza») из Берума умер, не оставив наследника, в середине 1430-х годов, Гела и ее племянница Фраува Кирксена были единственными наследниками семьи Кирксена в Беруме. Энно воспользовался случаем, а затем женил своего сына от первого брака Эдцарда на Фрауве Кирксена. И Энно, и Эдзард приняли фамилию и герб семьи Кирксена, чтобы подчеркнуть преемственность.
От первого брака у Энно были один сын и одна дочь:
- Эдцард (ум. в 1441 г. от чумы), был женат в первом браке на Мёдер Энносна, во втором браке на Фрауве Кирксена из Берума.
- Дода (род. ок. 1408 г.; ум. после 1470 г.), вышла замуж за Редварда из Вестерхузена.

От второго брака у Энно было пятеро детей:
- Ульрих I, был женат в первом браке на Фёлке из Эзенса, женился во второй раз в 1455 году на Теде Укена, дочери Уко Фоккены[5].
- Тиадеке (род. в 1438 г., ум. после 1470 г.)
- Адда (ум. ок. 1470 г.), была замужем за Лютетом Маннингой из Лютетсбурга
- Фроува, была замужем в первом браке за Зибетом из Дорнума, во втором браке за Эппо Гокингой из Зёйдбрука[нидерл.]
- Окка